# 墨尔本村 (佛罗里达州)
墨尔本村（英語：Melbourne Village），是美国佛罗里达州布里瓦德縣下属的一座城镇。建立于1957年。面积约为1.5平方公里（约合0.6平方英里）。根据2010年美国人口普查，该市有人口662人。论人口在本州排行第355。